# The Almost Good Man
The Almost Good Man er en amerikansk stumfilm fra 1917 af Fred Kelsey.

## Medvirkende
- Harry Carey som Dick Glenning
- Claire Du Brey som Kitty Manville
- Albert MacQuarrie som Hal Norton
- Frank MacQuarrie som Jim Manville
- Vester Pegg som Pete Willis